# Réchicourt-le-Château

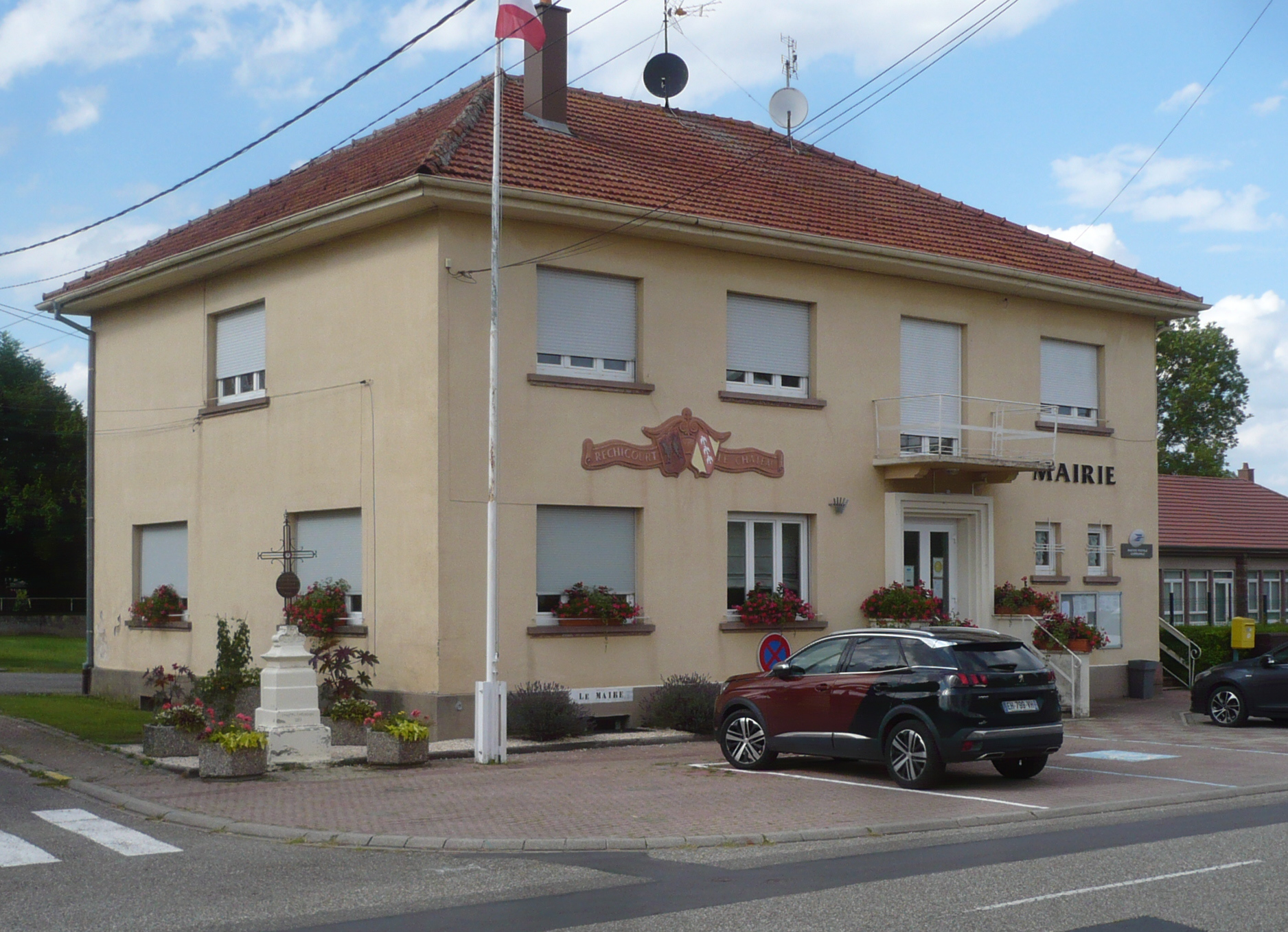
Rathaus

Réchicourt-le-Château [ʁeʃikuʁ lə ʃɑto] (deutsch Rixingen) ist ein französisches Dorf und eine Gemeinde mit 555 Einwohnern (Stand 1. Januar 2022) im  Arrondissement Sarrebourg-Château-Salins im  Département Moselle in der Region Grand Est (bis 2015 Lothringen). Die Gemeinde liegt im Regionalen Naturpark Lothringen.

## Geographie
Die Gemeinde liegt im historischen Lothringen am Rhein-Marne-Kanal, 20 Kilometer südwestlich von Sarrebourg (Saarburg) und vier Kilometer nordöstlich von Avricourt. Nordwestlich liegt der Étang de Réchicourt (Rixinger Weiher). Der Niveauunterschied von 16 Meter zwischen diesem und dem höherliegenden Étang de Gondrexange (Gunderchinger Weiher) wird durch eine einzige Schleuse überwunden. Nordöstlich an der Grenze zur Nachbargemeinde Gondrexange (Gunderchingen) liegt der Col des Français (Franzosenpass). Die Ortschaft ist von ausgedehnten Waldgebieten umgeben.

## Geschichte

Sprachgrenze bei Rixingen um 1895

Der Ort an der romanisch-germanischen Sprachgrenze wurde erstmals 770 urkundlich erwähnt, sowie 1103 als Castrum Richis Curtis und 1273 als Ruchesingne. Er gehörte zum Bistum Metz.
Als vom Herzogtum Lothringen unabhängiges Reichslehen gehörte die Ortschaft ab dem 13. Jahrhundert den Grafen von Leiningen. Dem Deutschen Bellistum zugehörig, umfasste deren Herrschaft Rixingen u. a. die Orte Avricourt, Gondrexange (Gunderchingen) und Xouaxange (Schweixingen). Im Dreißigjährigen Krieg wurde Rixingen zwischen 1628 und 1630 viermal von den Schweden geplündert und verwüstet. 1667 kam Adolf Johann I. von Zweibrücken durch Kauf in den Besitz des Reichslehens Rixingen; im 18. Jahrhundert hatten die Herzöge von Richelieu die Grafschaft in Besitz.
Durch den Frankfurter Frieden vom 10. Mai 1871 kam die Region an das deutsche Reichsland Elsaß-Lothringen, und das Dorf wurde dem Kreis Saarburg im Bezirk Lothringen zugeordnet. Rixingen war Kantonshauptort. Nach dem Ersten Weltkrieg musste die Region aufgrund der Bestimmungen des Versailler Vertrags 1919 an Frankreich abgetreten werden und wurde Teil des Département Moselle. Im Zweiten Weltkrieg war die Region von Juni 1940 bis Mitte 1944 von der deutschen Wehrmacht besetzt und stand unter deutscher Verwaltung. Am 18. November 1944 wurde der Ort von US-amerikanischen Streitkräften im Bündnis mit der 44. französischen Infanteriedivision eingenommen, worauf die Kämpfe um Elsass und Lothringen folgten.
Réchicourt-le-Château gehörte bis zur Auflösung 2015 zum Wahlkreis (Kanton) Réchicourt-le-Château.

### Bevölkerungsentwicklung
| Jahr      | 1962 | 1968 | 1975 | 1982 | 1990 | 1999 | 2007 | 2019 |
| --------- | ---- | ---- | ---- | ---- | ---- | ---- | ---- | ---- |
| Einwohner | 935  | 982  | 924  | 931  | 825  | 726  | 561  | 557  |

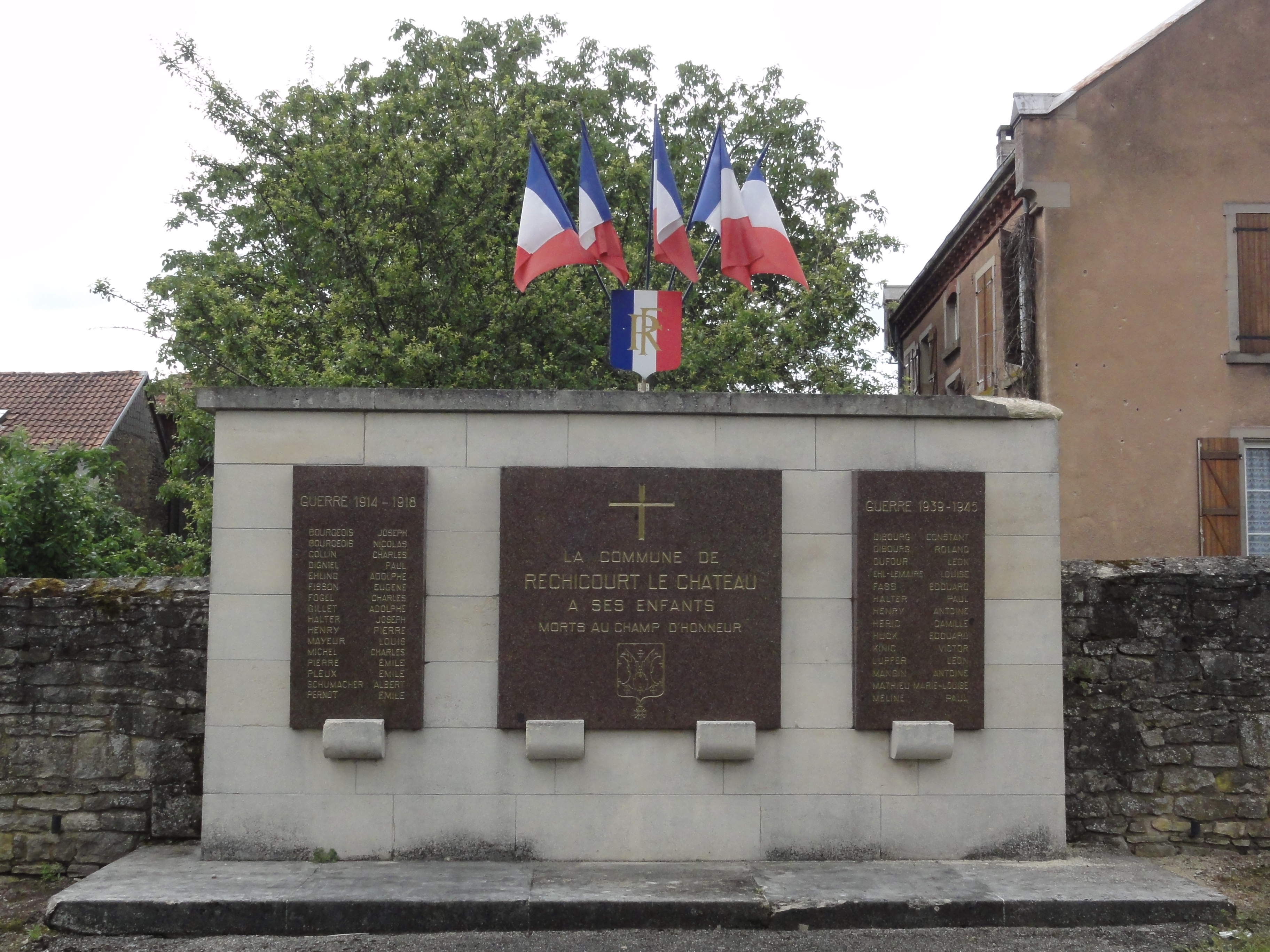
Gefallenendenkmal
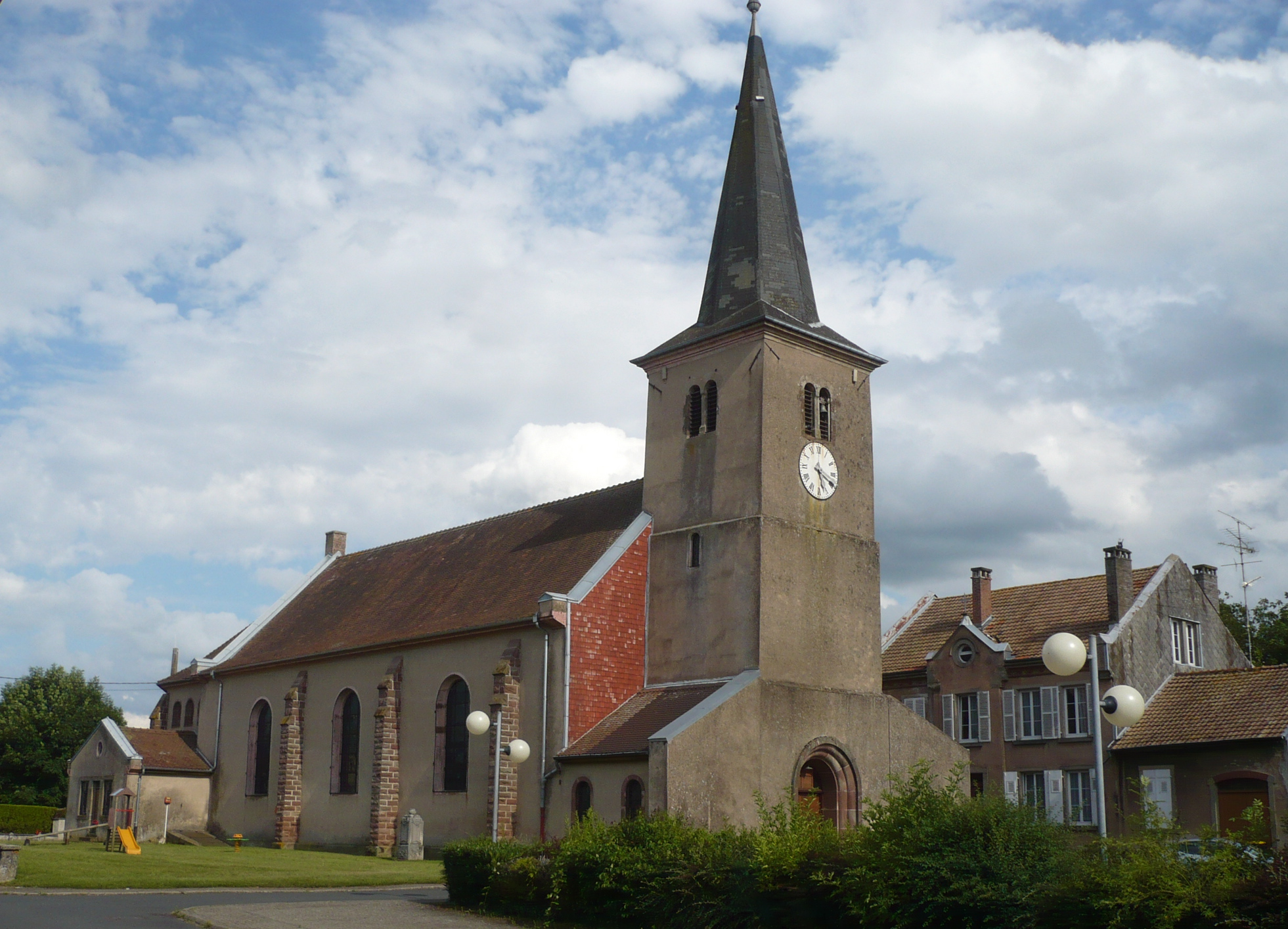
Kirche Saint-Adelphe
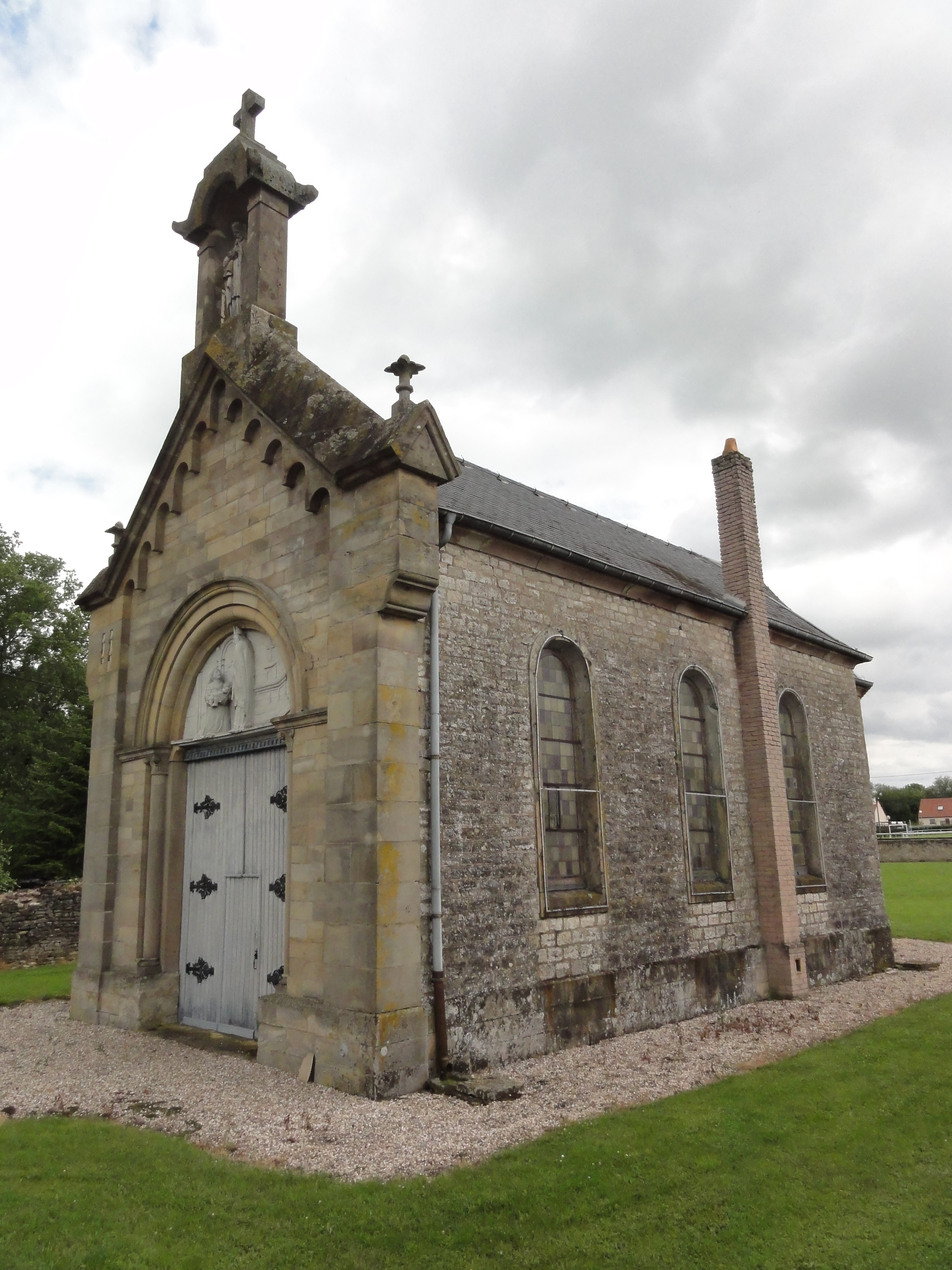
Kapelle Saint-Blaise

## Verkehr

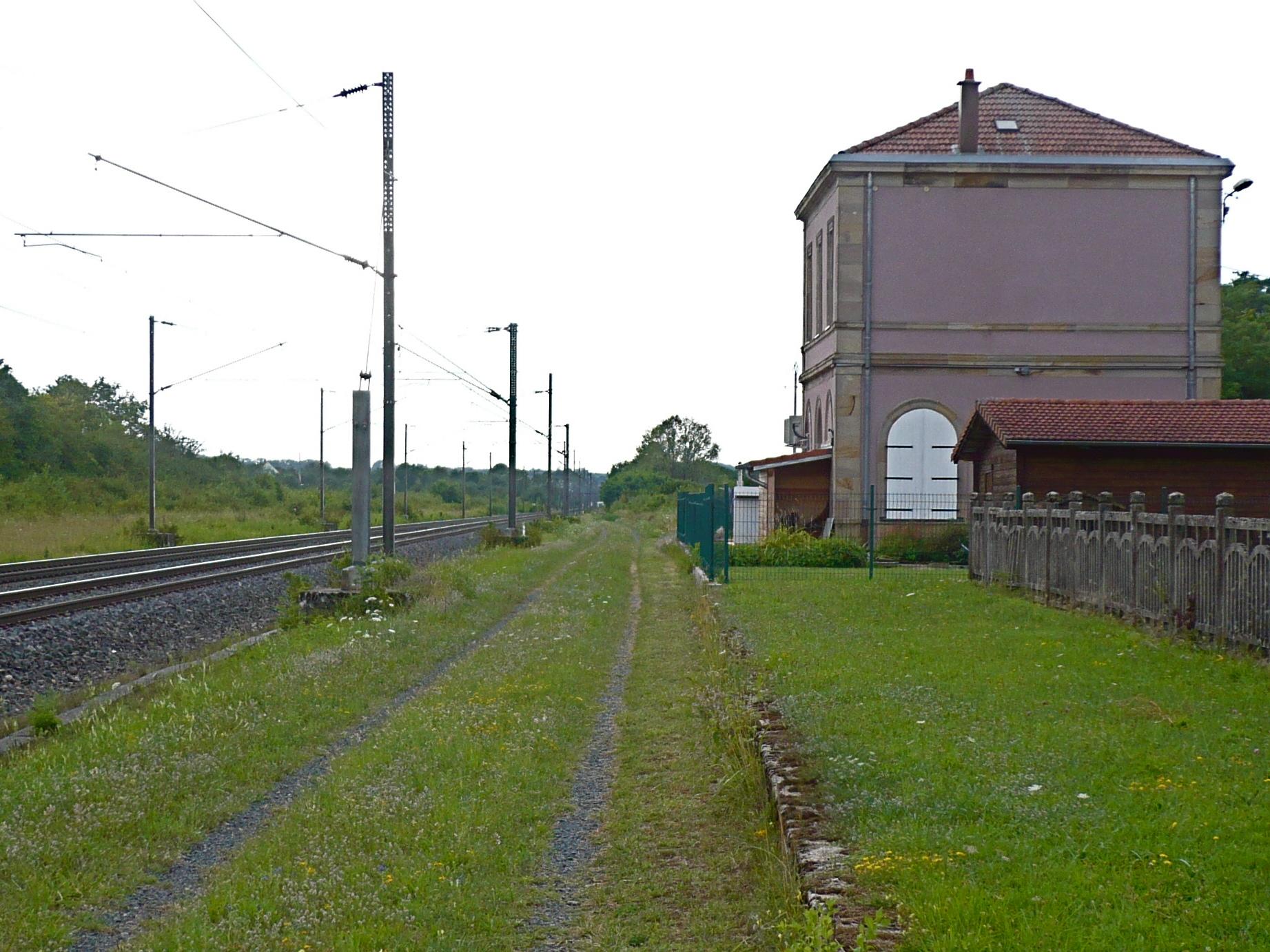
Ehemaliger Bahnhof

In Réchicourt-le-Château kreuzen sich die Départementsstraßen D 89 (Moussey–Héming) und D 91 (Avricourt–Fribourg), im Ort beginnt die D 40B nach Bataville. Nächste Fernstraße ist die Route nationale 4, die südlich und östlich der Gemeinde verläuft.
1852 erhielt der Ort einen Bahnhof an der Bahnstrecke Paris–Strasbourg. Gebaut wurde er von der Compagnie du chemin de fer de Paris à Strasbourg, die 1854 in der Compagnie des Chemins de fer de l’Est (EST) aufging. Zwischen 1871 und 1919 gehörte er zur Kaiserlichen Generaldirektion der Eisenbahnen in Elsaß-Lothringen, nach dem Ersten Weltkrieg zur Administration des chemins de fer d’Alsace et de Lorraine (AL) und ab 1938 zur staatlichen SNCF. Während der deutschen Besetzung Frankreichs im Zweiten Weltkrieg unterstand er der Deutschen Reichsbahn. 1971 wurde der Bahnhof geschlossen, nächster Bahnhof ist Igney-Avricourt in 5 km Entfernung. Seitdem wurden bis auf die Streckengleise alle Gleise abgebaut, das Empfangsgebäude wurde verkauft.

## Bauwerke und Sehenswürdigkeiten

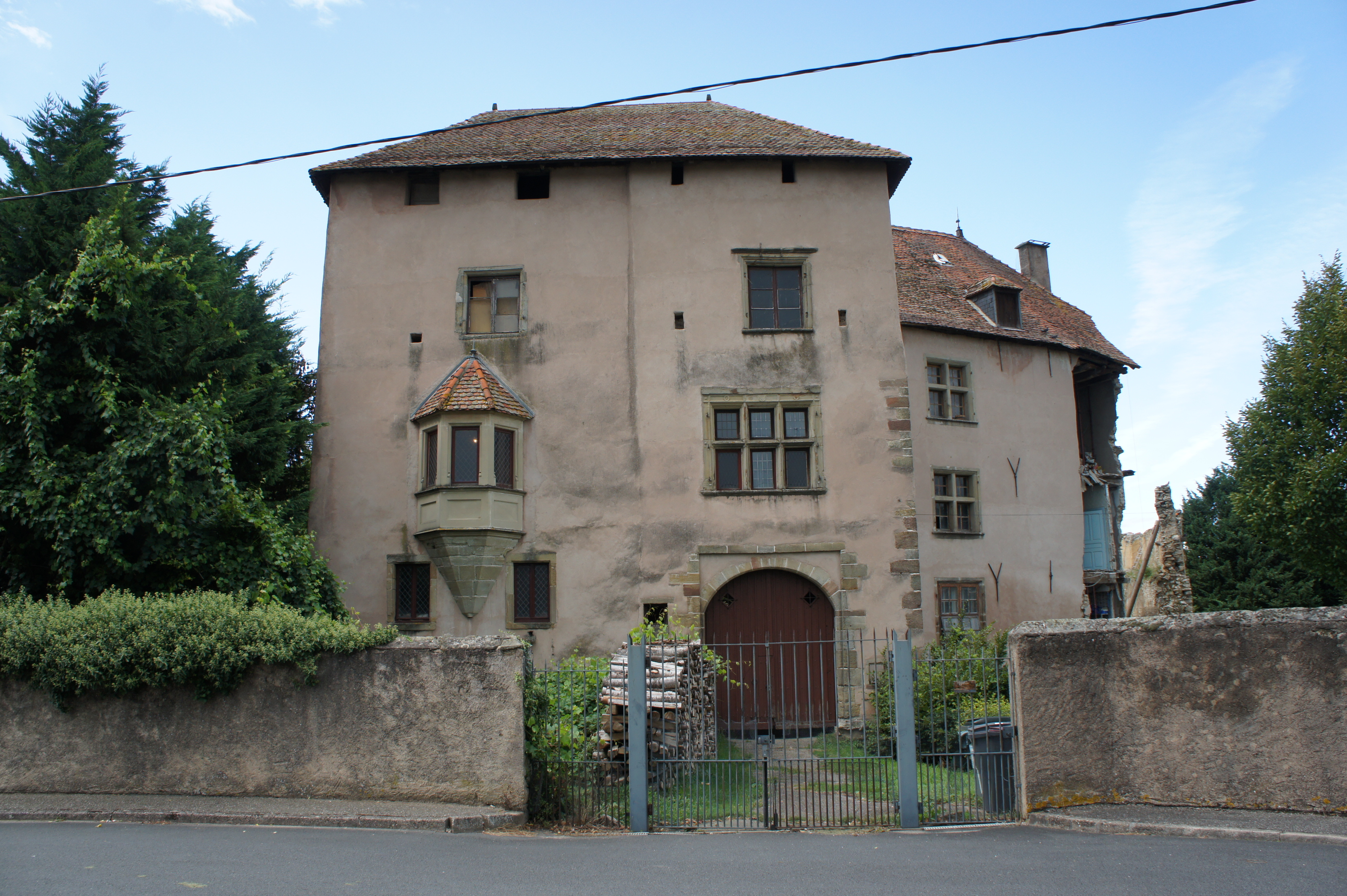
Schloss Réchicourt

### Château de Réchicourt
Zum Ort gehört das namengebende Schloss Rixingen (französisch Château de Réchicourt), ein Bau aus dem 15. Jahrhundert, der im 16. Jahrhundert sein heutiges Aussehen im Stil der Renaissance erhielt und ein Sitz der Grafen von Leiningen war. Graf Ludwig Eberhard von Leiningen-Westerburg-Rixingen verkaufte es 1669 an den dänischen Lehnsgrafen Friedrich von Ahlefeldt (1623–1686). Die kleine, aber immerhin reichsunmittelbare Herrschaft wurde 1703 von seinem einzigen Sohn aus zweiter Ehe und Nachfolger seines Stiefbruders Frederik (1662–1708) zu Rixingen und Mörsberg, Carl von Ahlefeldt (1670–1722), an dessen Schwager, den Grafen Friedrich Ludwig von Nassau zu Ottweiler verkauft. Nach Zedler war es dann um 1740/1742 wieder im Besitz der Leiningen-Westerburg-Rixingen. Von 1751 bis 1789 gehörte es den Herzögen von Fronsac-Richelieu. Heute ist das Schloss teilweise zur Ruine verfallen.

### Schleusen
Die zwischen 1960 und 1965 gebaute, ca. 3 km vom Hauptort entfernte Schachtschleuse Écluse de Réchicourt-le-Château  im Verlauf des Rhein-Marne-Kanals ersetzt eine Schleusentreppe mit sechs Schleusen. Ihre Fallhöhe beträgt, je nach dem Wasserstand des Kanals, 15,45 bis 16,10 Meter. Damit ist sie die höchste französische Schleuse in einem Freycinet-Kanal. Das Volumen der Schleusenkammer beträgt 3768 Kubikmeter. Sie ist 40 Meter lang und 6 Meter breit, die minimale Wassertiefe beträgt 2,6 Meter. Das Obertor ist zweiflügelig, kanalabwärts wurde ein Hubtor installiert, das zum Öffnen hochgezogen wird. Die Passage eines Schiffs dauert, im Gegensatz zu sechs Stunden durch die Schleusentreppe, nur noch rund 30 Minuten. Um Wasser zu sparen, ist die Schleuse als Sparschleuse ausgeführt, es wird also ein Teil des abgelassenen Wassers in unterirdischen Reservoirs zwischengespeichert und beim nächsten Schleusengang wiederverwendet. Dies wird auf Schautafeln neben der Schleuse erläutert.
Mit der Schleuse Nr. 7 befindet sich eine weitere Schleuse des Rhein-Marne-Kanals im Gebiet der Gemeinde.

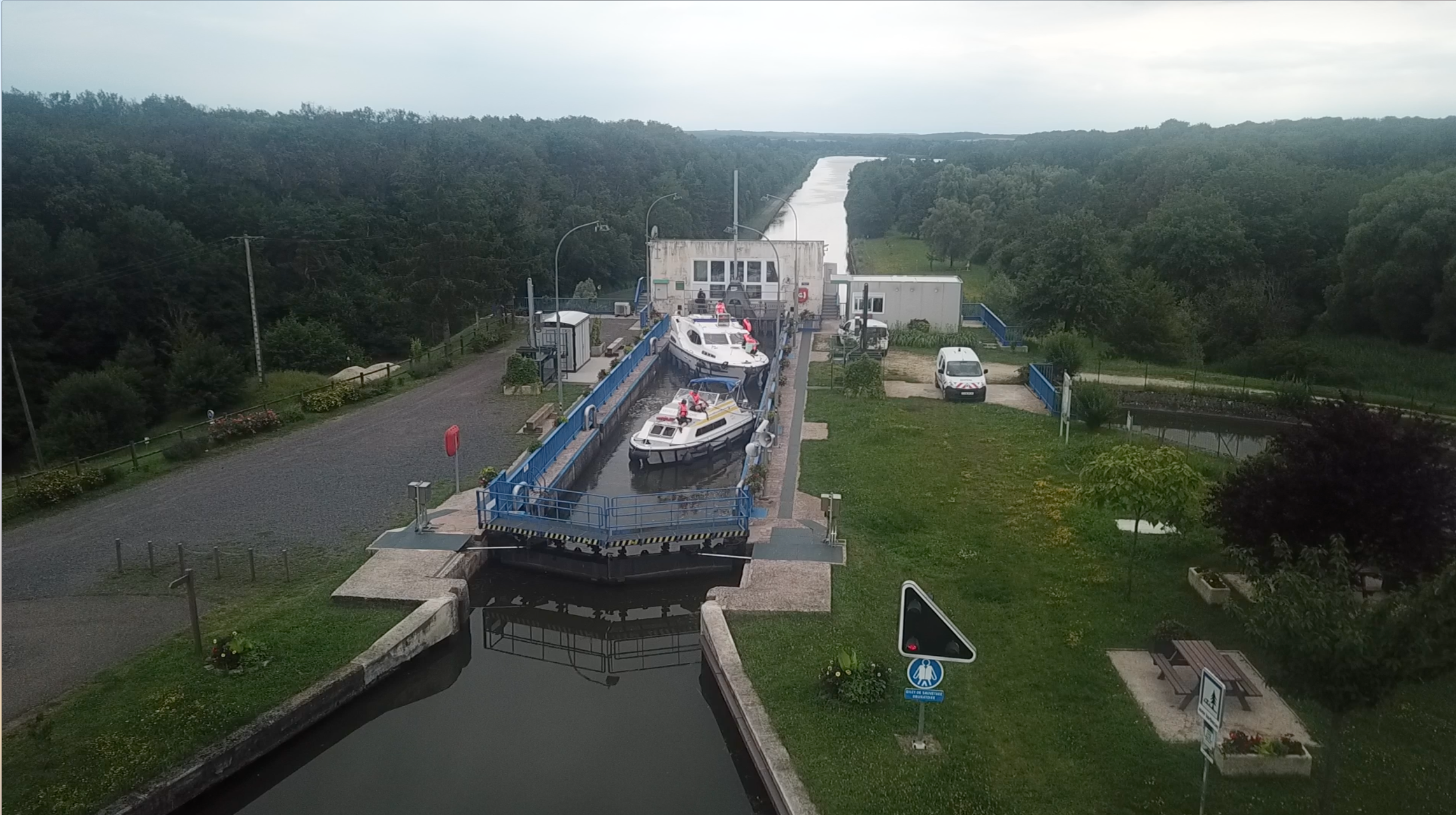
Écluse de Réchicourt-le-Château
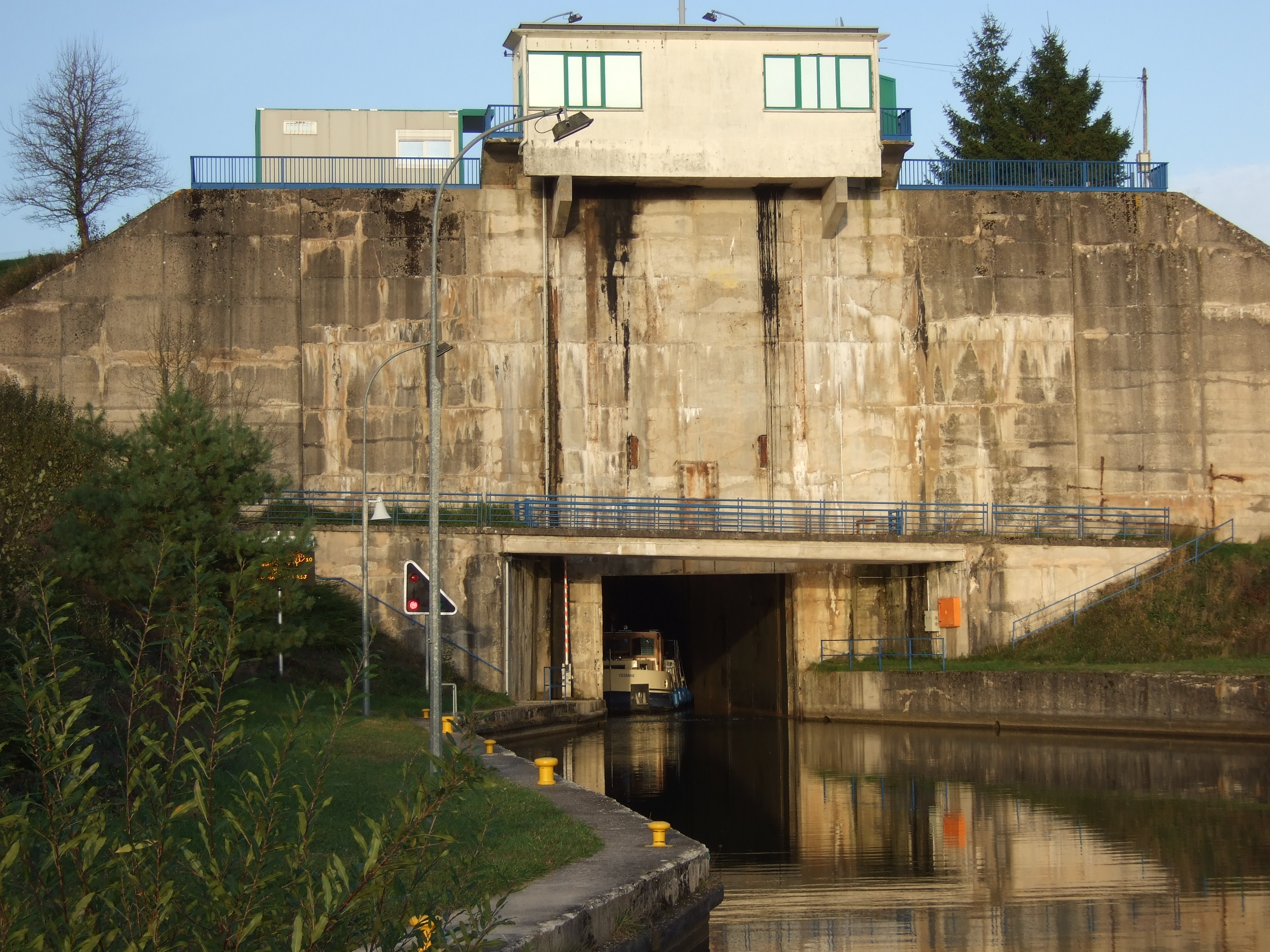
Westliches Untertor der Écluse de Réchicourt-le-Château
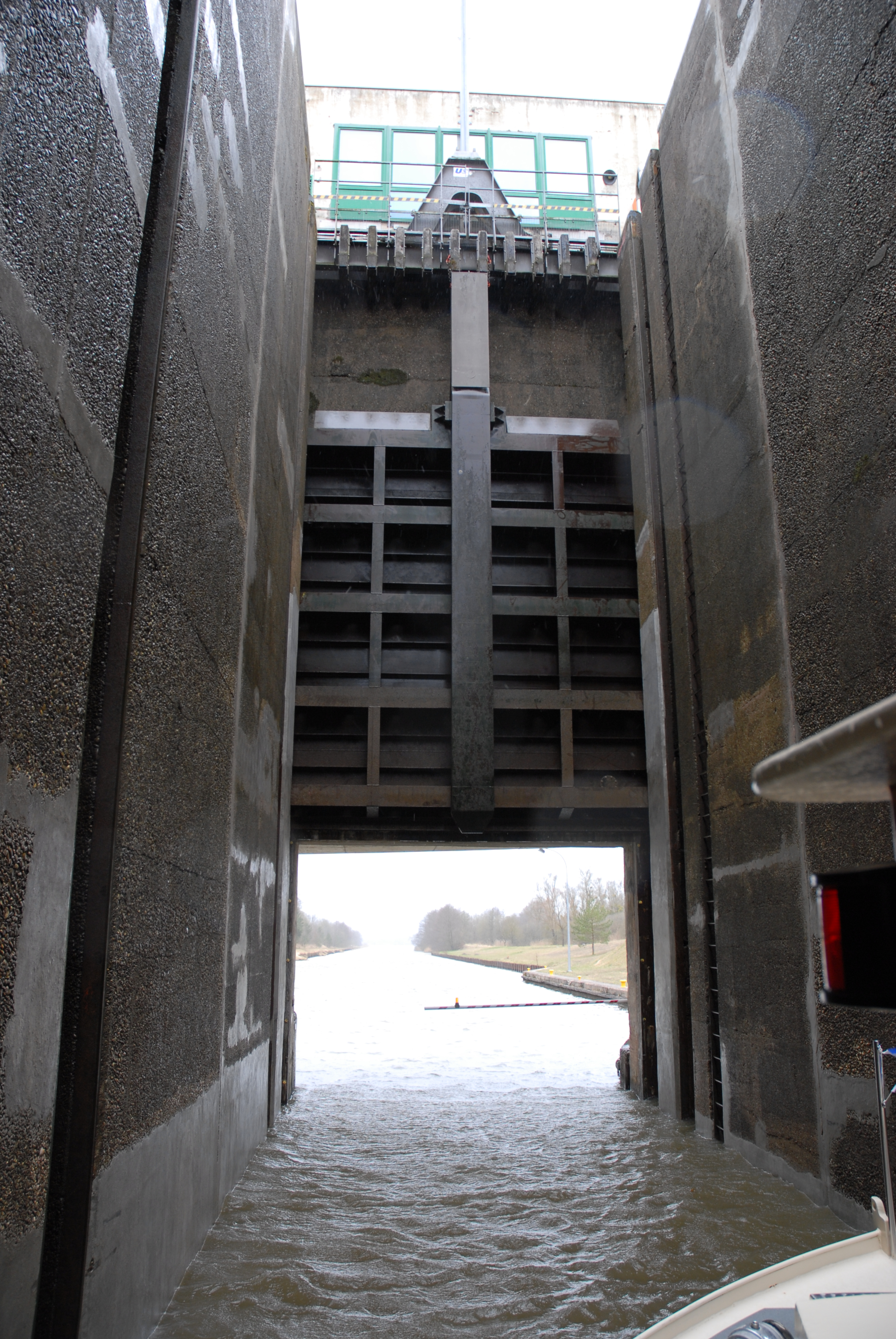
Schleusenkammer der Écluse de Réchicourt-le-Château
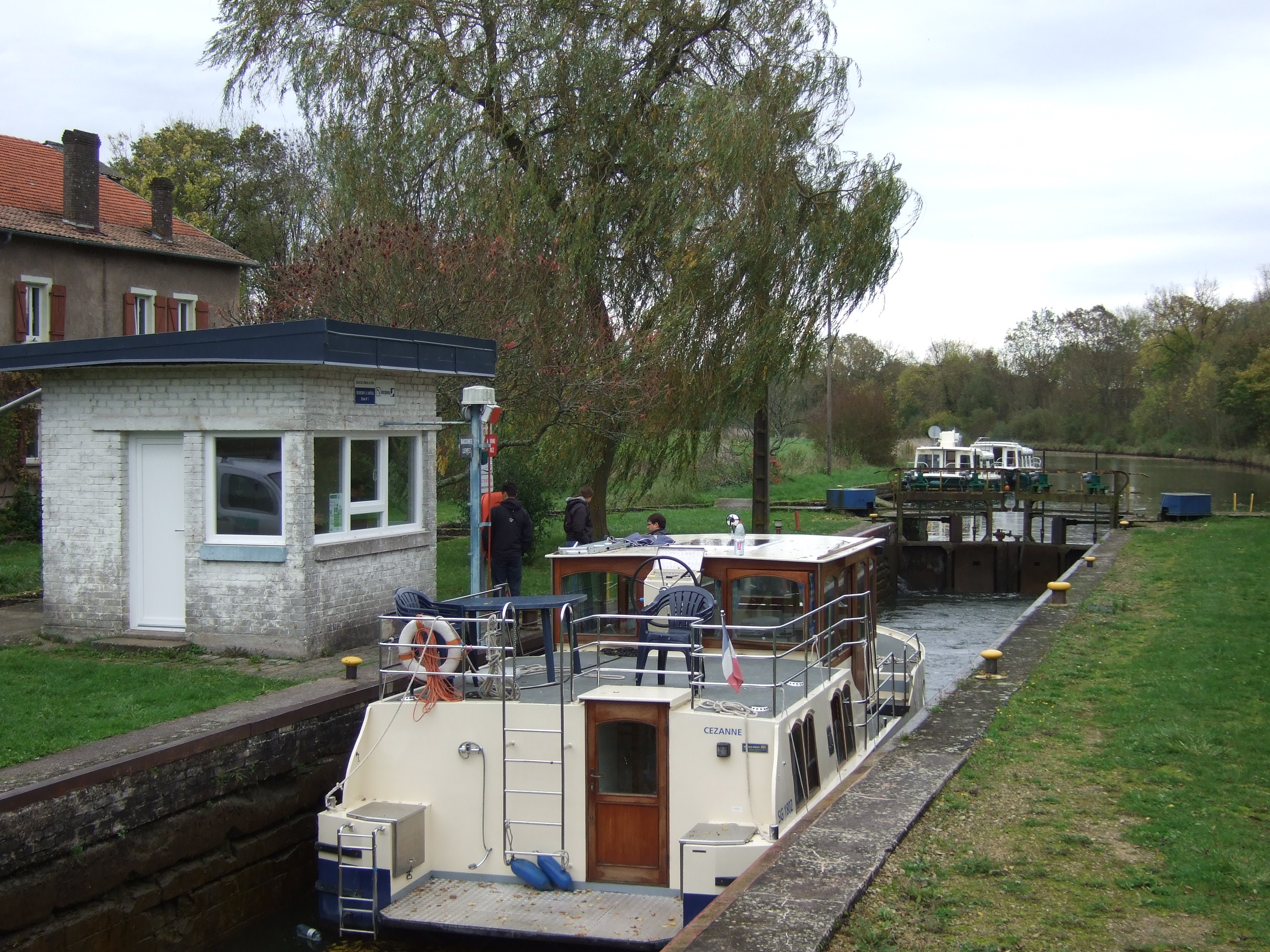
Schleuse Nr. 7 an der D 40B nach Bataville

### Arboretum

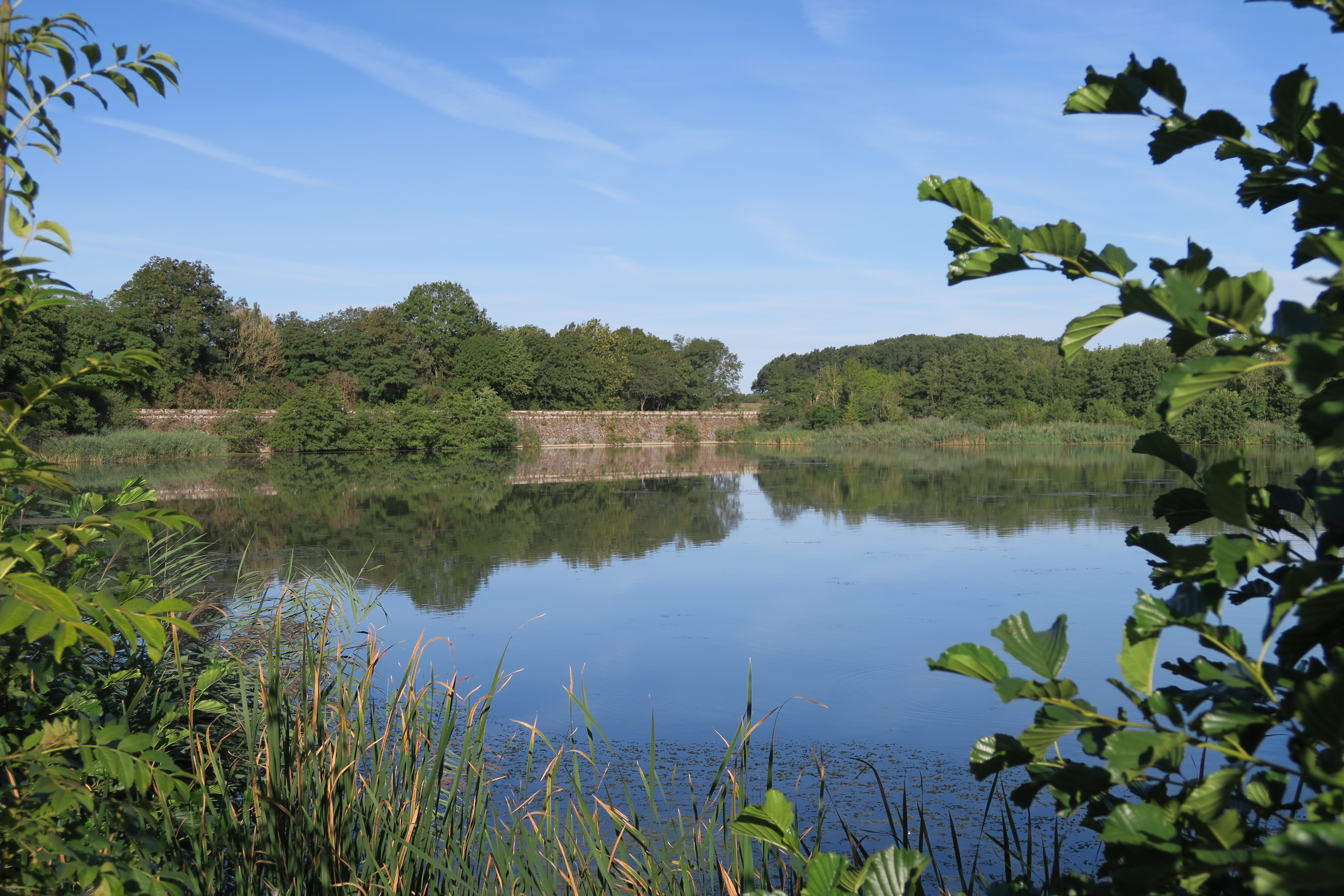
See und Staumauer
von Réchicourt-le-Château

Mit der Inbetriebnahme der Schachtschleuse wurde der Stausee von Réchicourt um mehrere Meter abgesenkt, da die neue Fahrt durch den See geht, statt außen herum – die Absenkung ist deutlich an der geöffneten Staumauer erkennbar. Dadurch wurden mehrere Hektar trockengelegt, die später in ein Arboretum umgewandelt wurden. Es gibt mehrere Rastplätze, eine Quelle in der Nähe der alten Staumauer und einen Rundweg, der am alten Kanal entlangführt. Die oberste alte Schleuse neben der Schachtschleuse wurde restauriert und kann besichtigt werden.

## Persönlichkeiten
- Philipp Ludwig von Leiningen-Westerburg-Rixingen (1652–1705), kaiserlicher General, Kampfgefährte des Prinzen Eugen von Savoyen.
- Augustin Henry (1860–1911 oder 1912), Landwirt und Politiker, Bürgermeister von Rixingen
- Marya Delvard (1874–1965), Diseuse, Chansonnière und Schauspielerin